# Заперечення геноциду вірменів

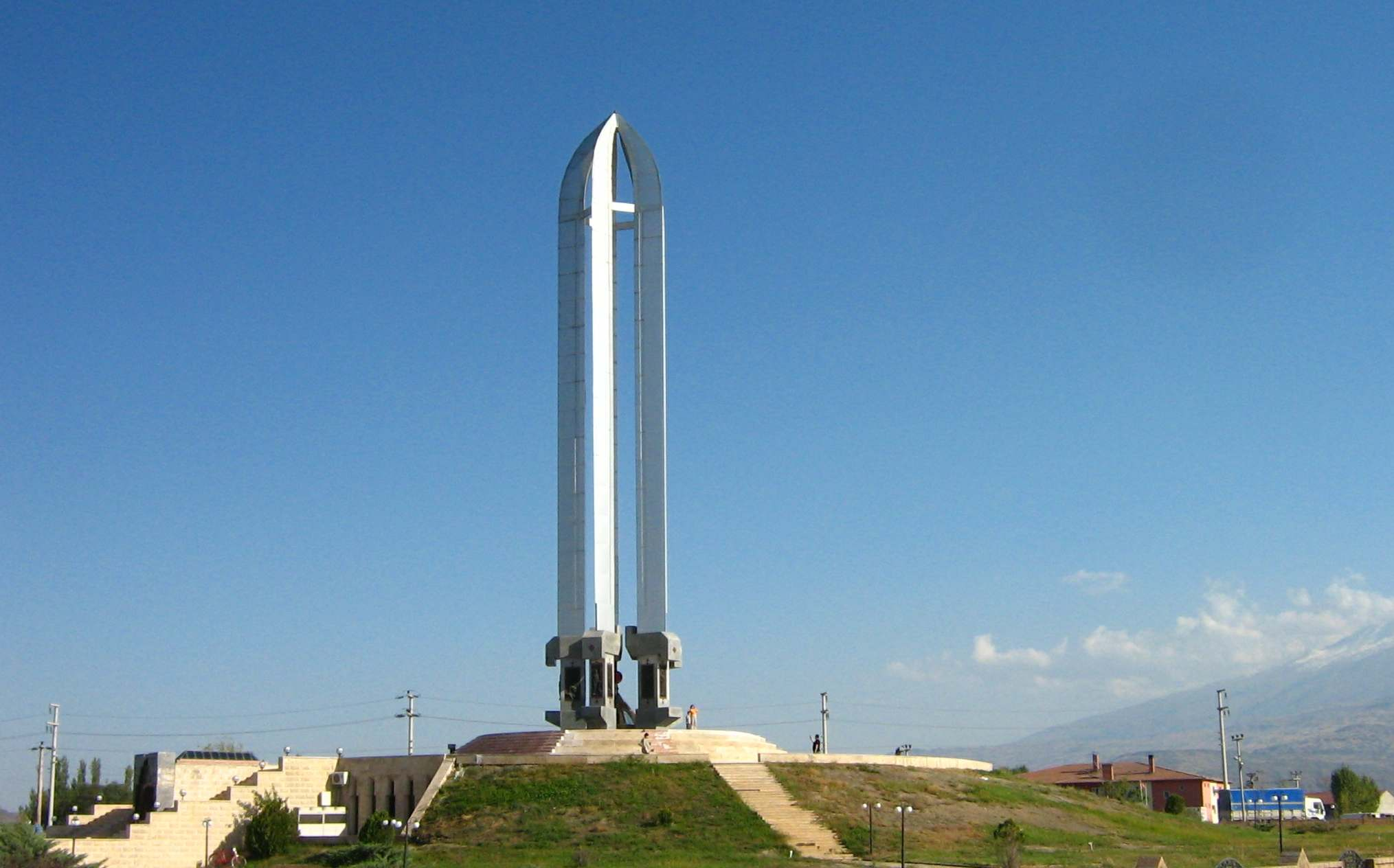
Пам'ятник та музей «геноциду турків», нібито вчиненому вірменами, в Игдирі

Заперечення геноциду вірменів — це твердження про те, що Османська імперія та її правляча партія, Комітет єдності та прогресу, не вчиняли геноциду проти своїх вірменських громадян під час Першої світової війни — злочину, задокументованого великою кількістю доказів і який підтверджується переважною більшістю вчених. Зловмисники заперечували геноцид під час його вчинення, стверджуючи, що вірмени в Османській імперії були переселені з воєнних причин, а не винищені. Після геноциду викривальні документи систематично знищувалися, а заперечення було політикою кожного уряду Турецької Республіки.

## Огляд
Запозичуючи аргументи, використані Комітетом єдності та прогресу для виправдання своїх дій, заперечення геноциду вірмен базується на припущенні, що «переселення» вірмен нібито було законною дією держави у відповідь на реальне або уявне повстання вірмен, яке загрожувало існуванню імперії під час війни. Заперечувачі стверджують, що Комітет мав на меті переселити вірмен, а не вбивати їх. Вони стверджують, що кількість загиблих перебільшена, або ж пояснюють смерть іншими факторами, такими як нібито громадянська війна, епідемії, негода, діяльність місцевих чиновників або банди курдів та розбійників. Історик Рональд Григор Сюні резюмує головний аргумент так: «Геноциду не було, і в цьому винні вірмени». Заперечення зазвичай супроводжується риторикою «вірменської зради, агресії, злочинності та територіальних амбіцій».
Однією з найважливіших причин такого заперечення є те, що геноцид уможливив створення турецької національної держави. Визнання суперечило б міфам про заснування Туреччини. З 1920-х років Туреччина працювала над тим, щоб запобігти офіційному визнанню геноциду або навіть згадці про нього в інших країнах; ці зусилля включали мільйони доларів, витрачені на лобіювання, створення науково-дослідних інститутів, а також на залякування та погрози. Заперечення також впливає на внутрішню політику Туреччини та викладається в турецьких школах; деякі громадяни Туреччини, які визнають геноцид, зіткнулися з кримінальним переслідуванням за образу турецького походження". Столітні зусилля турецької держави заперечити геноцид відрізняють його від інших випадків геноциду в історії. Азербайджан також заперечує геноцид і веде кампанію проти його визнання на міжнародному рівні. Більшість турецьких громадян і політичних партій у Туреччині підтримують політику відмови держави. Заперечення геноциду сприяє конфлікту в Нагірному Карабасі, а також продовжує насильство проти курдів у Туреччині. Опитування 1500 осіб у 2014 році, проведене турецьким аналітичним центром EDAM, показало, що 9 відсотків громадян Туреччини визнають геноцид.
Більшість істориків за межами Туреччини визнають, що османське переслідування вірмен було геноцидом. Однак попри визнання геноцидного характеру різанини вірмен як у науці, так і в громадянському суспільстві, деякі уряди офіційно не визнають вбивства геноцидом через політичну стурбованість їхніми відносинами з Турецькою Республікою.
Станом на 2023 рік уряди та парламенти 34 країн, у тому числі Аргентини, Бразилії, Канади, Франції, Німеччини, Італії, Мексики, Росії та США, визнали геноцид вірмен. Три країни — Азербайджан, Туреччина та Пакистан — заперечують факт геноциду вірмен.